# Linnaemya lithosiophaga
Linnaemya lithosiophaga là một loài ruồi trong họ Tachinidae.